# Klimt (film)
Klimt är en film dramafilm från 2006 om konstnären Gustav Klimt, regisserad av Raoul Ruiz. Handlingen följer Klimt som ligger döende på sjukhus och ser tillbaka på sitt liv.

## Rollista
- John Malkovich som Klimt
- Veronica Ferres som Midi
- Stephen Dillane som sekreterare
- Saffron Burrows som Lea de Castro
- Sandra Ceccarelli som Serena Lederer
- Stephan Paryla som Chamberlain

## Tillkomst
Filmen spelades in 4 januari-12 februari 2005 i Wien och Köln. 

## Utgivning
Director's cut-versionen hade världspremiär vid Filmfestivalen i Rotterdam den 28 januari 2006. Biografpremiären ägde rum i Österrike den 3 mars 2006. Den hade svensk premiär vid Stockholms filmfestival i november 2006.